# Koromľa
Koromľa je malá vesnice v okrese Sobrance. Leží v podhůří Popričného vrchu v údolí Koromlianského potoka při státní hranici s Ukrajinou. Střed obce se nachází v nadmořské výšce 280 m n. m. Samotná obec se nachází v nadmořské výšce od 215 do 850 m n. m. Je vzdálena asi devět kilometrů jihovýchodně od okresního města Sobrance.

## Vodstvo
Obec patří do povodí Laborce a dílčího povodí Koromlianského potoka.

## Půda
V katastru obce se nacházejí různé půdní druhy a půdní typy. Odlesněnou jihozápadní část katastru tvoří hnědé lesní půdy a ilimerizované půdy. V dolinách severovýchodní části Popričného svahu se nacházejí těžké jílovité půdy a podzoly.

## Dějiny
Ves se poprvé připomíná v roce 1337. Patřila rodu Drugethovců a panství Tibava. Obyvatelé se věnovali zemědělství.
Podle ústní tradice byli prvními usedlíky obce Koromľa dřevorubci a uhlíři. Rozsáhlé bohaté lesy umožňovaly výrobu dřevěného uhlí ve velkém. Proto se v usedlosti a v jejím okolí ustavičně kouřilo. Za dřevěným uhlím sem přicházeli i Maďaři, kteří prý osadu pojmenovali Koromlak. Korom znamená saze, lak obydlí. Zanedbáním koncové souhlásky vznikla poslovenštělá forma Koromľa.
Rok 1365 - Korumlia, 1366 - Korumlya, 1418 - Koromlya, 1437 - Koromplya, 1599 - Koromlya, 1715 - Koromlay, Koromľa, Korumla, 1808 - Korompla, 1920 - Koromľa

## Kultura
V obci působí Sdružení pro rozvoj turismu v mikroregionu Koromľa a okolí